# Ducado de Arcos
El ducado de Arcos es el título nobiliario español que la reina de Castilla Isabel I la Católica concedió el 20 de enero de 1493 a Rodrigo Ponce de León, por elevación del condado de Arcos, compensación que, junto con la permuta de Cádiz por el condado de Casares, se hizo por la supresión del marquesado y del ducado de Cádiz, que revirtieron en la Corona. 
Es uno de los títulos nobiliarios más importantes de España, y se le concedió la grandeza inmemorial de 1520, por el emperador Carlos V.

## Denominación
Su nombre se refiere al municipio andaluz de Arcos de la Frontera, en la provincia de Cádiz. Este ducado da nombre a la casa de Arcos. 

## Lista de titulares
|                                  | Titular                                            | Periodo                          |
| Creación por los Reyes Católicos | Creación por los Reyes Católicos                   | Creación por los Reyes Católicos |
| -------------------------------- | -------------------------------------------------- | -------------------------------- |
| i                                | Rodrigo Ponce de León                              | 1493-1530                        |
| ii                               | Luis Cristóbal Ponce de León                       | 1530-1573                        |
| iii                              | Rodrigo Ponce de León                              | 1573-1630                        |
| iv                               | Rodrigo Ponce de León                              | 1630-1658                        |
| v                                | Francisco Ponce de León                            | 1658-1673                        |
| vi                               | Manuel Ponce de León                               | 1673-1693                        |
| vii                              | Joaquín Ponce de León Lancaster y Cárdenas         | 1693-1729                        |
| viii                             | Joaquín Ponce de León y Spínola                    | 1729-1743                        |
| ix                               | Manuel Ponce de León y Spínola                     | 1743-1744                        |
| x                                | Francisco Ponce de León y Spínola                  | 1744-1763                        |
| xi                               | Antonio Ponce de León y Spínola                    | 1763-1780                        |
| xii                              | María Josefa Pimentel y Téllez-Girón               | 1780-1834                        |
| xiii                             | Pedro de Alcántara Téllez-Girón y Beaufort Spontin | 1834-1844                        |
| xiv                              | Mariano Téllez-Girón y Beaufort Spontin            | 1844-1882                        |
| xv                               | José Brunetti y Gayoso                             | 1892-1928                        |
| xvi                              | Ángela María Téllez-Girón y Duque de Estrada       | 1951-1973                        |
| xvii                             | Ángela María de Solís-Beaumont y Téllez-Girón      | 1973-2016                        |
| xviii                            | María Cristina de Ulloa y Solís-Beaumont           | 2016-actual titular              |

## Titulares del ducado de Arcos

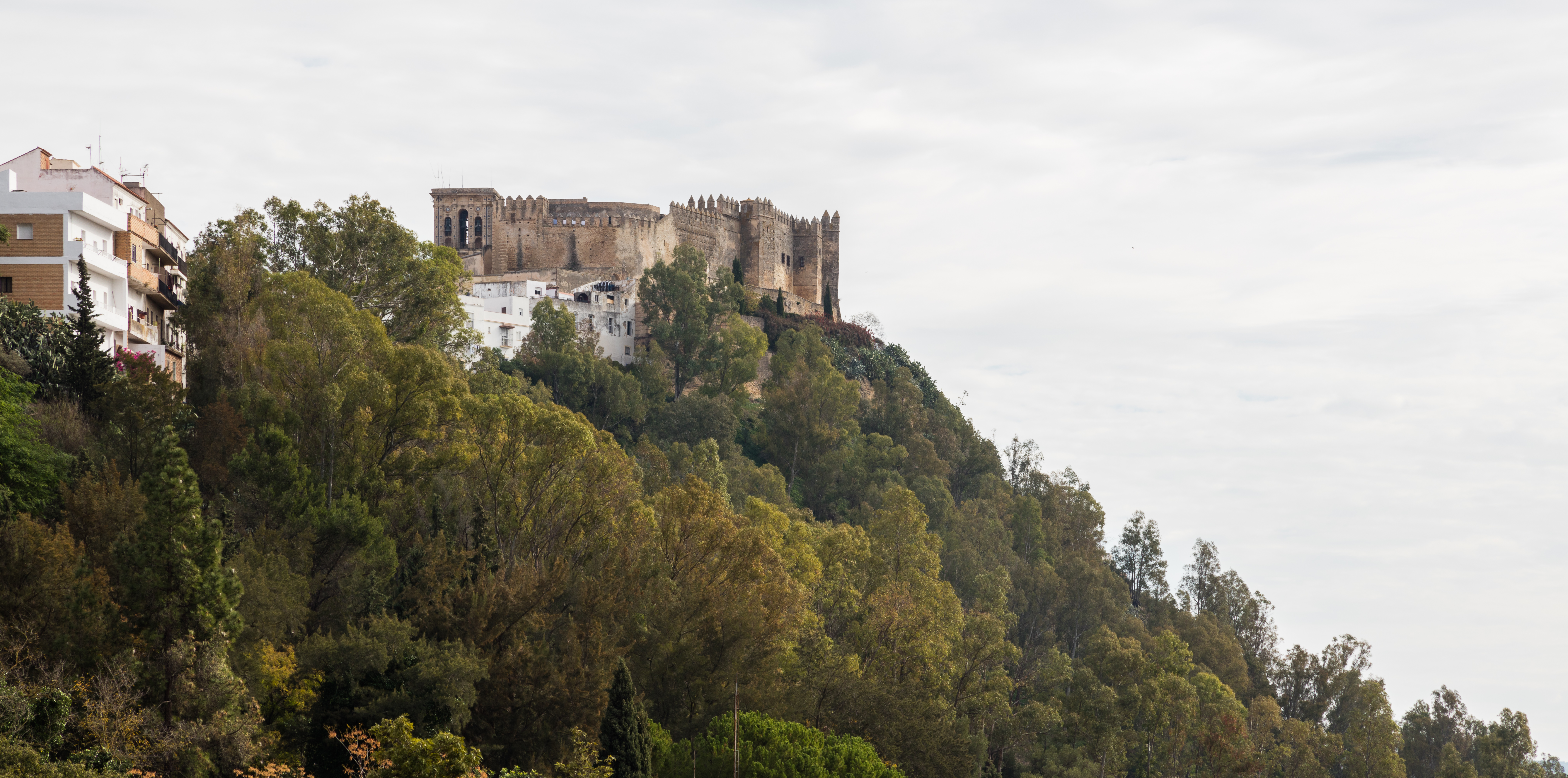
Castillo de Arcos de la Frontera.

- Rodrigo Ponce de León (m. 1530), iv conde y i duque de Arcos,[1] ii marqués de Zahara,[2] i conde de Casares, ix señor de Marchena y vi de Villagarcía.[3]

Contrajo cuatro matrimonios. En primeras nupcias se casó  en 1507 con Isabel Pacheco, hija de Diego López Pacheco y Portocarrero, ii marqués de Villena, y de su mujer Juana Enríquez), de la cual no tuvo sucesión. En segundas nupcias se casó con Juana Téllez Girón, hija de Juan Téllez-Girón, ii conde de Ureña y señor de Osuna, y de su esposa Leonor de la Vega y Velasco. Sin sucesión. Contrajo un tercer matrimonio después de 1512 con María Téllez Girón, hermana de su segunda esposa, y después se casó por cuarta vez con Filipa de Brito.  En 1530 le sucedió su hijo del tercer matrimonio:
- Luis Cristóbal Ponce de León (1512-9 de octubre de 1573), ii duque de Arcos y grande de España,[1] iii marqués de Zahara,[2] ii conde de Casares, señor de Marchena y de Villagarcía.[5]

Casó con María de Toledo y Figueroa (m. 1565), hija de Lorenzo Suárez de Figueroa, iii conde de Feria, y de su esposa Catalina Fernández de Córdoba y Enríquez, ii marquesa de Priego. El 9 de octubre de 1573 le sucedió su hijo.
- Rodrigo Ponce de León y Figueroa (Marchena, 31 de diciembre de 1545-16 de enero de 1630), iii duque de Arcos y grande de España,iv marqués de Zahara,[2] iii conde de Casares, iv conde de Bailén, señor de Marchena y de Villagarcía. Fue caballero de la Orden del Toisón de Oro, capitán general de las costas de Andalucía, y consejero de Estado.[6]

Alrededor de 1580 se casó con Teresa de Zúñiga y Sotomayor (m. 14 de enero de 1609), hija de Francisco de Zúñiga y Sotomayor o Francisco de Zúñiga y Guzmán, IV duque de Béjar, y de su primera esposa, Guiomar de Mendoza y Aragón, hija de Íñigo López de Mendoza, iv duque del Infantado, y de Isabel de Aragón. Nacieron dos hijos de este matrimonio: María y Luis Ponce de León y Zúñiga, que falleció antes que su padre el 25 de agosto de 1605 y que fue v marqués de Zahara, casado con Victoria Álvarez de Toledo y Colonna, su prima segunda, de quien tuvo tres hijos, entre ellos, a Rodrigo que sucedió a su abuelo en el ducado de Arcos.
- Rodrigo Ponce de León y Álvarez de Toledo (Marchena, 2 de enero de 1602-Marchena, septiembre de 1658), iv duque de Arcos y grande de España, virrey de Valencia y virrey de Nápoles,[1] vi marqués de Zahara,[2] iv conde de Casares, v conde de Bailén, xi señor de Marchena y viii señor de Villagarcía, y comendador de Ceclavín en la Orden de Alcántara.[8]

Se casó con Ana Francisca Enríquez de Aragón (m. 1 de enero de 1663), hija de Enrique de Aragón, duque de Segorbe, y de su esposa Juana Fernández de Córdoba. En septiembre de 1658 le sucedió su hijo.
- Francisco Ponce de León (1632-antes del 26 de septiembre de 1673), v duque de Arcos,[1] viii marqués de Zahara,[9] v conde de Casares y vi conde de Bailén.[8]

Se casó en tres ocasiones. En primeras nupcias con Victoria de Toledo Colonna (m. 1655), hija de los marqueses de Valdueza de quien no hubo descendencia.  Contrajo un segundo matrimonio con Juana Álvarez de Toledo, hija de los duques de Alba, sin descendencia. Su tercer matrimonio tuvo lugar en Madrid (Santa Cruz) el 20 de octubre de 1663 con Juliana Portocarrero de Meneses (m. 12 de abril de 1703), hija de los condes de Medellín. Sin descendencia. Le sucedió en 1673 su hermano.
- Manuel Ponce de León (1633-28 de febrero de 1693),  vi duque de Arcos,[1] ix marqués de Zahara,[2] vi conde de Casares y vii conde de Bailén.[11]

Contrajo matrimonio el 17 de agosto de 1665 con  María Guadalupe de Lancaster y Cárdenas (Azeitão, Portugal, 1630-1715), ix duquesa de Maqueda, x marquesa de Elche, condesa de Montemor, v duquesa de Aveiro en Portugal. Le sucedió su hijo.
- Joaquín Ponce de León Lancaster y Cárdenas (m. 18 de marzo de 1729), vii duque de Arcos,[1] x duque de Maqueda, xi marqués de Elche, x marqués de Zahara,[9] vii conde de Casares, viii conde de Bailén, etc.,[12] virrey de Valencia y consejero de Estado[1] y comendador mayor de la Orden de Calatrava.

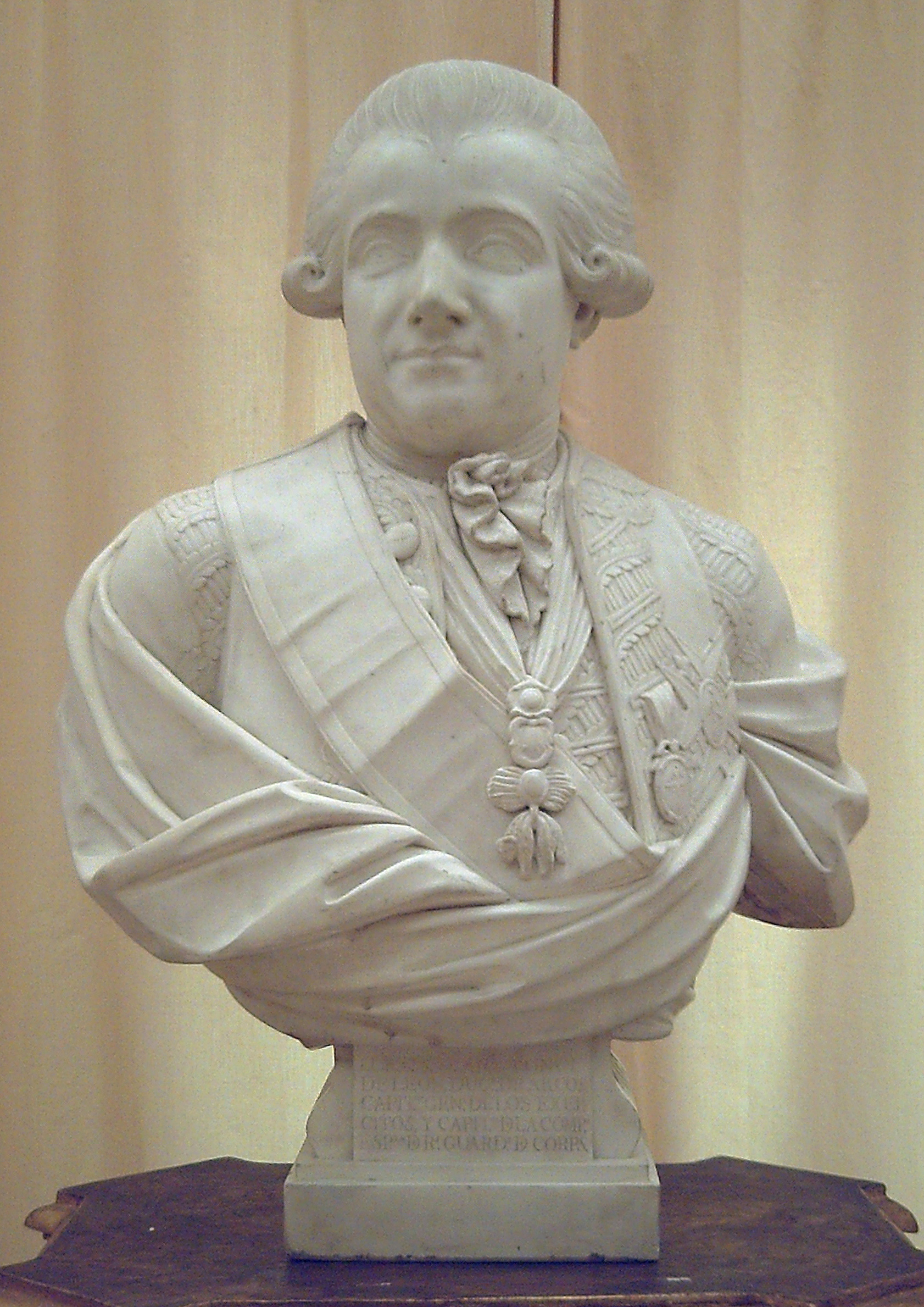
Antonio Ponce de León y Spínola, xi duque de Arcos

Se casó en primeras nupcias el 30 de mayo de 1688 con Teresa Enríquez de Cabrera (m. 5 de abril de 1716), marquesa viuda del Carpio, hija de Juan Gaspar Enríquez de Cabrera, vi duque de Medina de Rioseco, x conde de Melgar, x conde de Rueda etc. El 9 de noviembre de 1716 se casó en segundas nupcias con Ana María Spínola y de la Cerda (m. 18 de mayo de 1745), hija de Carlos Felipe Spínola y Colonna, iv marqués de los Balbases, y de Isabel María de la Cerda y Aragón, hija del duque de Medinaceli y de la duquesa de Cardona. Con la que tuvo cuatro hijos que se sucederán en los títulos: Joaquín Ponce de León y Spínola, que sigue como viii duque de Arcos; Manuel Ponce de León y Spínola, que seguirá como ix duque de Arcos;  Francisco Ponce de León y Spínola, que seguirá como x duque de Arcos; y Antonio Ponce de León y Spínola, que seguirá como xi duque de Arcos.
Su presencia al frente del ducado se desarrolló en el tránsito de dos siglos y de dos dinastías enfrentadas durante la Guerra de Sucesión. Ejerció un importante papel político durante el conflicto sucesorio tanto a nivel nacional como a nivel regional, en cuanto al sometimiento de sus numerosos señoríos al nuevo monarca. Es considerado como el verdadero impulsor del cambio urbanístico y arquitectónico de la villa de Marchena, capital de sus señoríos andaluces, con respecto al letargo del siglo XVII.
- Joaquín Ponce de León y Spínola (m. Bolonia, 1743), viii duque de Arcos, xv duque de Nájera,[15] xi duque de Maqueda, xii marqués de Elche, xi marqués de Zahara,[16] viii conde de Casares, ix conde de Bailén, marqués de Villagarcía, conde de Montemor, etc. Se casó en 1739 con María Teresa de Silva y Mendoza, hija de Juan de Dios Silva y Mendoza, x duque del Infantado.  Falleció en Bolonia a consecuencia de las heridas recobodas en la batalla de Campo Santo. Sin descendencia. Le sucedió su hermano.[12]

- Manuel Ponce de León y Spínola (1719-1744), ix duque de Arcos, xvi duque de Nájera,[15] xii duque de Maqueda, xiii marqués de Elche, xii marqués de Zahara,[16] ix conde de Casares, x conde de Bailén, conde de Montemor, etc. Fue coronel del Regimiento de Infantería de Córdoba y general, en 1742 pasó a Italia donde participó en varias acciones. Soltero y sin descendientes, le sucedió su hermano.[12]

- Francisco Cayetano Ponce de León y Spínola (m. 1 de diciembre de 1763), x duque de Arcos, xvii duque de Nájera,[15] xiii duque de Maqueda, xiv marqués de Elche, xiii marqués de Zahara,[16] x conde de Casares, xi conde de Bailén, etc.[12] Se casó en 1745 con María del Rosario Fernández de Córdoba y Moncada, hija de Luis Antonio Fernández de Córdoba y Figueroa, xi duque de Medinaceli, y de su segunda mujer, María Teresa de Moncada y Benavides, vii marquesa de Aitona.[12] Sin descendientes. Le sucedió su hermano.

- Antonio Ponce de León y Spínola (1726–13 de diciembre de 1780), xi duque de Arcos, xviii duque de Nájera,[15] xiv duque de Maqueda, xv marqués de Elche, xiv marqués de Zahara,[16] xi conde de Casares, xii conde de Bailén, marqués de Villagarcía, conde de Montemor, etc. Casó el 1 de enero de 1778 con Mariana de Silva-Bazán y Sarmiento (1739-1784),[12] madre de la célebre duquesa de Alba, con la que no tuvo descendencia.

Con su muerte, en 1780, acabó la línea masculina primogénita de los Ponce de León, y la casa de Arcos quedó incorporada a la Casa de Benavente, y posteriormente a la Casa de Osuna.
- María Josefa Alonso Pimentel Téllez-Girón (Madrid, 26 de noviembre de 1750-Madrid, 5 de octubre de 1834), xii duquesa de Arcos,[13] xv marquesa de Zahara,[16] xviii condesa de Mayorga, xvi condesa de Luna, xiii duquesa de Béjar, etc.

Se casó con su primo hermano, Pedro de Alcántara Téllez-Girón y Pacheco, ix duque de Osuna, x marqués de Peñafiel, conde de Fontanar, xiii conde de Ureña, viii conde de Pinto. En 1834 sucedió su nieto, hijo de Francisco de Borja Téllez-Girón y Pimentel, x duque de Osuna, xiv conde de Ureña, xi marqués de Peñafiel, vi conde de Fontanar, xxiii conde de Mayorga, xvi marqués de Lombay, xix conde de Belalcázar y xvii marqués de Zahara.
- Pedro de Alcántara Téllez-Girón y Beaufort Spontin (1810-5 de octubre de 1844), xiii duque de Arcos, xviii marqués de Zahara,[16] xi duque de Osuna,[13] etc. Murió soltero y en 1844 sucedió su hermano.[13]

- Mariano Téllez-Girón y Beaufort Spontin (Madrid, 19 de julio de 1814-Beauraing, Bélgica, 2 de junio de 1882), xiv duque de Arcos, xix marqués de Zahara,[16] xii duque de Osuna, etc.[13] Este es el llamado «Gran duque de Osuna» que fue embajador de España en Rusia. Deslumbró con su riqueza a la ostentosa corte de San Petersburgo, dilapidando la mayor parte de su cuantiosa fortuna. Murió rodeado de lujo, a pesar de estar casi en la miseria, dejando sus propiedades embargadas y con enormes deudas a su sucesor en el título. Al no tener hijos de su matrimonio con María Leonor Crescencia zu Salm-Salm, hija del príncipe de Salm-Salm, sus títulos fueron repartidos entre sus familiares más cercanos. En el ducado de Arcos le sucedió su sobrino.[13]

- José Ambrosio Brunetti y Gayoso de los Cobos (Pisa, Toscana, 6 de febrero de 1839-San Sebastián, España, 5 de septiembre de 1928), xv duque de Arcos, casado con Virginia Woodbury Lowery de quien no hubo descendencia. Le sucedió su sobrina.[13]

- Ángela María Téllez-Girón y Duque de Estrada (Málaga, 7 de febrero de 1925-Sevilla, 29 de mayo de 2015), xvi duquesa de Arcos,[13][18] xvi duquesa de Osuna, etc.

El 26 de octubre de 1946 contrajo matrimonio en Espejo con Pedro de Solís-Beaumont y Lasso de la Vega, de los marqueses de Valencina y de los marqueses de las Torres de la Presa. De este matrimonio nacieron dos hijas. A una de ellas, Ángela María de Solís-Beaumont y Téllez-Girón, su madre le cedió el título el 20 de enero de 1973. En 1959 quedó viuda y el 6 de diciembre de 1963 contrajo nuevamente matrimonio con José María Latorre y Montalvo, vi marqués de Montemuzo y viii marqués de Alcántara del Cuervo, con quien tuvo dos hijas.
- Ángela María de Solís-Beaumont y Téllez-Girón (n. 1950), xvii duquesa de Arcos,[19] xvii duquesa de Osuna (con G.E.), xxi condesa de Ureña, etc.

Se casó por primera vez el 3 de marzo de 1973 con Álvaro María de Ulloa y Suelves (n. 1950), xiii conde de Adanero, xi marqués de Castro Serna. Contrajo un segundo matrimonio con José Antonio Muniz Beltrán, y se casó en terceras nupcias en 1994 con Pedro Romero de Solís. Le sucedió su hija del primer matrimonio.
- María Cristina de Ulloa y Solís-Beaumont (n. 1980), xviii duquesa de Arcos[20] y marquesa de Jarandilla. Está casada con Jaime Álvarez de las Asturias Bohorques y Rumeu de Armas, de los duques de Gor, caballero maestrante de Granada. Son padres de dos hijos. María Cristina fue elegida decana de la Diputación Permanente y Consejo de la Grandeza de España y Títulos del Reino (2022-2026).[21]

Con esto, el ducado de Arcos, y por tanto la casa de Arcos se separan de la casa de Osuna, cuya jefatura ostentará algún día la hermana mayor de la duquesa de Arcos, Ángela María, xx duquesa de Gandía.